# Campeonato Asiático de Handebol Feminino de 1987
O Campeonato Asiático de Handebol Feminino de 1987 foi a primeira edição do principal campeonato de andebol (português europeu) ou handebol (português brasileiro) feminino do continente asiático. A Jordânia foi o país sede e os jogos ocorreram na cidade de Amman.
A Coreia do Sul foi campeã pela primeira vez, com o China segundo e o Japão terceiro.